# Prueba Q de Cochran
En estadística, en el análisis de dos vías de diseños de bloques aleatorios cuando la variable de respuesta puede tomar sólo dos resultados posibles (codificado como 0 y 1), la prueba Q de Cochran es una prueba estadística no paramétrica para verificar si k tratamientos tienen efectos idénticos. Nombrada así en honor de William Gemmell Cochran, estadístico escocés. La Prueba Q de Cochran no debe confundirse con la prueba C de Cochran, la cual es una prueba de valor atípico varianza.

## Antecedentes
La Prueba Q de Cochran asume que hay k> 2 tratamientos experimentales y que las observaciones están dispuestas en b bloques, es decir, 
|                         | Tratamiento 1           | Tratamiento 2           | {\displaystyle \cdots } | Tratamiento k           |
| ----------------------- | ----------------------- | ----------------------- | ----------------------- | ----------------------- |
| Block 1                 | X11                     | X12                     | {\displaystyle \cdots } | X1k                     |
| Block 2                 | X21                     | X22                     | {\displaystyle \cdots } | X2k                     |
| Block 3                 | X31                     | X32                     | {\displaystyle \cdots } | X3k                     |
| {\displaystyle \vdots } | {\displaystyle \vdots } | {\displaystyle \vdots } | {\displaystyle \ddots } | {\displaystyle \vdots } |
| Block b                 | Xb1                     | Xb2                     | {\displaystyle \cdots } | Xbk                     |

Descripción
Prueba Q de Cochran es
H0: Los tratamientos son igualmente efectivos.
Ha: Existe una diferencia en la eficacia entre los tratamientos.
La estadística de prueba Q de Cochran es:
{\displaystyle T=k\left(k-1\right){\frac {\sum \limits _{j=1}^{k}\left(X_{\bullet j}-{\frac {N}{k}}\right)^{2}}{\sum \limits _{i=1}^{b}X_{i\bullet }\left(k-X_{i\bullet }\right)}}}
donde
k es el número de tratamientos
X• j  es el total de la columna para el tratamiento jth treatment
b es el número de bloques
Xi •  es el total de la fila para el bloque ith block
N es el total

## Región crítica
Por nivel de significación α, la región crítica es 
{\displaystyle T>\mathrm {X} _{1-\alpha ,k-1}^{2}}
donde Χ 2 1 - α, k - 1 es el (1 - α) - cuantil de la distribución chi-cuadrado con k - 1 grados de libertad. La hipótesis nula es rechazada si el resultado está en la región crítica. Si la prueba de Cochran rechaza la hipótesis nula de tratamientos igualmente eficaces, pairwise comparaciones múltiples se pueden realizar mediante la aplicación de prueba Q de Cochran en los dos tratamientos de interés.

## Supuestos
Prueba Q de Cochran se basa en los siguientes supuestos:
1. Una gran aproximación de la muestra, en particular, se supone que b es "grande".
2. Los bloques fueron seleccionados al azar de la población de todos los bloques posibles.
3. Los resultados de los tratamientos pueden ser codificados como respuestas binarias (es decir, un "0" o "1") de una manera que es común a todos los tratamientos dentro de cada bloque.

## Pruebas relacionadas
Cuando se utiliza este tipo de diseño para una respuesta que no es binaria, sino más bien ordinal o continua, uno en su lugar utiliza la prueba de Friedman o pruebas de Durbin .
El caso en el que hay exactamente dos tratamientos es equivalente a la prueba de McNemar , la cual es a su vez equivalente a una de dos colas prueba de los signos . 